# Casa del Pla d'Erols
La Casa del Pla d'Erols és una obra de Guardiola de Berguedà (Berguedà) inclosa a l'Inventari del Patrimoni Arquitectònic de Catalunya.

## Descripció
Masia de tipus tradicional, estructurada en planta baixa i dos pisos superiors amb parament de pedra sense treballar i coberta a dues aigües amb teula àrab i el carener perpendicular a la façana principal. Les obertures són allindades i distribuïdes de forma regular a la façana, atorgant així cert caràcter d'homogeneïtat al conjunt. Té algun edifici annex de característiques similars que s'usava com a pallissa. Està situada a uns 1500m d'alçada, en uns plans en altells oberts a dos sectors amb amplies panoràmiques, tradicional lloc de pastures.

## Història
El primer cop que tenim notícia del lloc d'Erol és al 983. No tenim notícies explíctites d'aquest edifici però al 1295 una cita fa referència a alguns dels masos de la població de St. Vicenç d'Erols.
Actualment la masia ja no es fa servir com a habitatge sinó que se l'hi donen usos agrícoles, accelerant d'aquesta manera el seu procés de degradació.